# 437 до н. е.

## Події
- консули Риму Марк Геганій Мацерін (втретє) та Луцій Сергій Фіденат
- перемога римлян над військом міста Вейї біля ріки Анієна
- перемога римлян над вейєнцями біля Фріден. Загибель царя Вейї Ларса Толумнія
- мор у Римі
- 86 олімпіада, рік перший
- афінська (Періклова) експедиція Понтом, Вирішення поставок скіфського збіжжя до Елади з Ольвіополісу та Боспору; по факту певних домовленостей між Періклом, скіфською верхівкою та полісною елітою Ольвії скіфський намісник Орік (?) залишає Ольвію, поліс очолює «тиран» з родини Аристократидів, Ольвія входить до  Афінської Архе
- до Афінської архе залучено Сінопу, Гераклею Понтійську, Аміс, можливо Німфей, Аполонію
- у Ольвіополісі знаходить притулок вигнаний Періклом з Синопи тиран Тимесілай з родиною